# Vanilla hamata
Vanilla hamata ist eine Pflanzenart aus der Gattung Vanille (Vanilla) in der Familie der Orchideen (Orchidaceae). Die Kletterpflanze hat ihr Verbreitungsgebiet in Peru.

## Beschreibung
Vanilla hamata ist eine immergrüne Kletterpflanze. Die Länge der Internodien beträgt 10 bis 11 Zentimeter. Die kurz gestielten Blätter sind breit oval geformt, vorne abgerundet mit einer aufgesetzten, gekrümmten Spitze. Die Blattlänge beträgt 13 bis 15 (- 18) Zentimeter, die Breite 9 Zentimeter.
Die kurze, traubige Blütenstandsachse trägt neun oder mehr Blüten. Die Sepalen und seitlichen Petalen sind länglich bis lanzettlich, oberhalb der Mitte am breitesten, sie enden stumpf und werden 7,5 Zentimeter lang. Die Lippe wird 5 Zentimeter lang, sie ist nur sehr undeutlich gelappt, sie endet ebenfalls stumpf. Der Rand der Lippe ist gewellt. Längs der Lippe verlaufen drei hervortretende Adern, mittig auf der Lippe befindet sich ein Haarbüschel. Die Säule wird 3 Zentimeter lang.

## Verbreitung
Vanilla hamata ist nur aus Peru bekannt. Schlechter gibt die Provinz Huánuco als Standort an. Die Pflanzen wachsen in lichten Wäldern. Portères bringt eine Notiz Humboldts über eine Vanille-Art mit aromatischen Früchten aus der peruanischen Provinz Jaén mit Vanilla hamata in Verbindung.

## Systematik und Botanische Geschichte
Diese Orchidee wurde 1846 von Klotzsch in Botanische Zeitung. Berlin Band 4, Seite 563 beschrieben, nach einer Sammlung nicht blühender Pflanzen von Ruiz und Pavón.
Innerhalb der Gattung Vanilla wird Vanilla hamata in die Untergattung Xanata und dort in die Sektion Xanata, die nur Arten der Neotropis enthält, eingeordnet. Soto Arenas und Cribb stellen sie in die Vanilla pompona-Gruppe, der außerdem noch Vanilla calyculata, Vanilla chamissonis, Vanilla columbiana, Vanilla grandiflora, Vanilla pseudopompona und Vanilla vellozii angehören.